# Addo Ndala
Addo Ndala (sinh ngày 27 tháng 4 năm 1973) là một người vượt rào ở Congo. Cô đã tham gia cuộc thi vượt rào 400 mét nữ tại Thế vận hội Mùa hè 1992.